# Rajkumar
Singanalluru Puttaswamayya Muthuraju (kann. ಸಿಂಗಾನಲ್ಲೂರು ಪುಟ್ಟಸ್ವಾಮಯ್ಯ ಮುತ್ತುರಾಜು), znany jako  Dr. Rajkumar (kann. ರಾಜಕುಮಾರ್) (ur. 24 kwietnia 1929 w Gajanur, zm. 12 kwietnia 2006 w Bangalore) – indyjski aktor, ikona indyjskiej kinematografii, zwłaszcza w języku kannada.

## Życiorys
Często nazywany południowoindyjskim Johnem Wayne'em. W ciągu 50 lat zagrał w ponad 200 filmach.
Aktor zmarł na atak serca. Pogrzeb odbył się 13 kwietnia w Bangalore w południowych Indiach.
Trumna z jego ciałem wystawiona była na widok publiczny. Podczas ceremonii pogrzebowych doszło do starć, w wyniku których zginęło osiem osób, w tym policjant. Zamieszki wywołał rozwścieczony tłum, którego nie wpuszczono na stadion miejski, gdzie ludzie przybyli oddać hołd swemu idolowi. Akty przemocy zaczęły się, gdy zamknięto wejście na stadion, które próbowało sforsować ponad 20 tysięcy ludzi. Rozwścieczeni fani podpalili autobus i wóz policyjny, przewracali samochody, nacierali na policję, która użyła gazu łzawiącego.
W 1983 został odznaczony Orderem Padma Bhushan.